# Es kann der Frömmste nicht in Frieden leben
Es kann der Frömmste nicht in Frieden leben ist ein Lied des deutschen Schlagersängers Roland Kaiser aus dem Jahr 1984. Es wurde von Joachim Heider, Norbert Hammerschmidt und Roland Kaiser geschrieben und stieg bis auf den Rang 50 in den deutschen Singlecharts.

## Hintergrund und Veröffentlichung
Die Musik und der Text zu Es kann der Frömmste nicht in Frieden leben stammen von Joachim Heider, Norbert Hammerschmidt und Roland Kaiser. Die Single wurde von Hansa im Jahr 1984 veröffentlicht. Die B-Seite war Wenn wir Kinder wären, das ebenfalls von Hammerschmidt und Kaiser zusammen mit Daniel Matthi geschrieben wurde.
1. Es kann der Frömmste nicht in Frieden leben – 4:16
2. Wenn wir Kinder wären – 3:46

Das Lied erschien zudem auf dem Album Ich fühl’ mich wohl in deinem Leben, das ebenfalls 1984 veröffentlicht wurde und bis auf Platz 10 der deutschen Albumcharts stieg.

## Musik und Text
Es kann der Frömmste nicht in Frieden leben ist ein Schlager im 4⁄4-Takt, der in deutscher Sprache verfasst ist. Das Lied ist aus zwei Strophen aufgebaut, die durch einen mehrfach wiederholten Refrain unterbrochen sind. Die musikalische Begleitung besteht aus einem E-Piano und einem dezent eingesetzten Orchester, zudem wird ein gleichmäßiger Takt durch einen Schlagzeugsound vorgegeben.
Der Text des Schlagers handelt von einem Mann, in dessen Nachbarschaft eine attraktive junge Frau einzieht und der sich zu dieser hingezogen und verführt fühlt. Er beschreibt sie als „unbeschreiblich schön“ und als „Schicksal vor der eig’nen Haustür, das auf solchen schönen Beine[n]“ steht. Während er in der ersten Strophe ihren Einzug beschreibt, schildert er in der zweiten Strophe seine erste Begegnung beim Einkaufen. Er beendet die Strophe mit

„Ich träum' von ihren Augen und lieg' bis morgens wach

Wenn sie nicht heute auszieht

Werd' ich schwach“

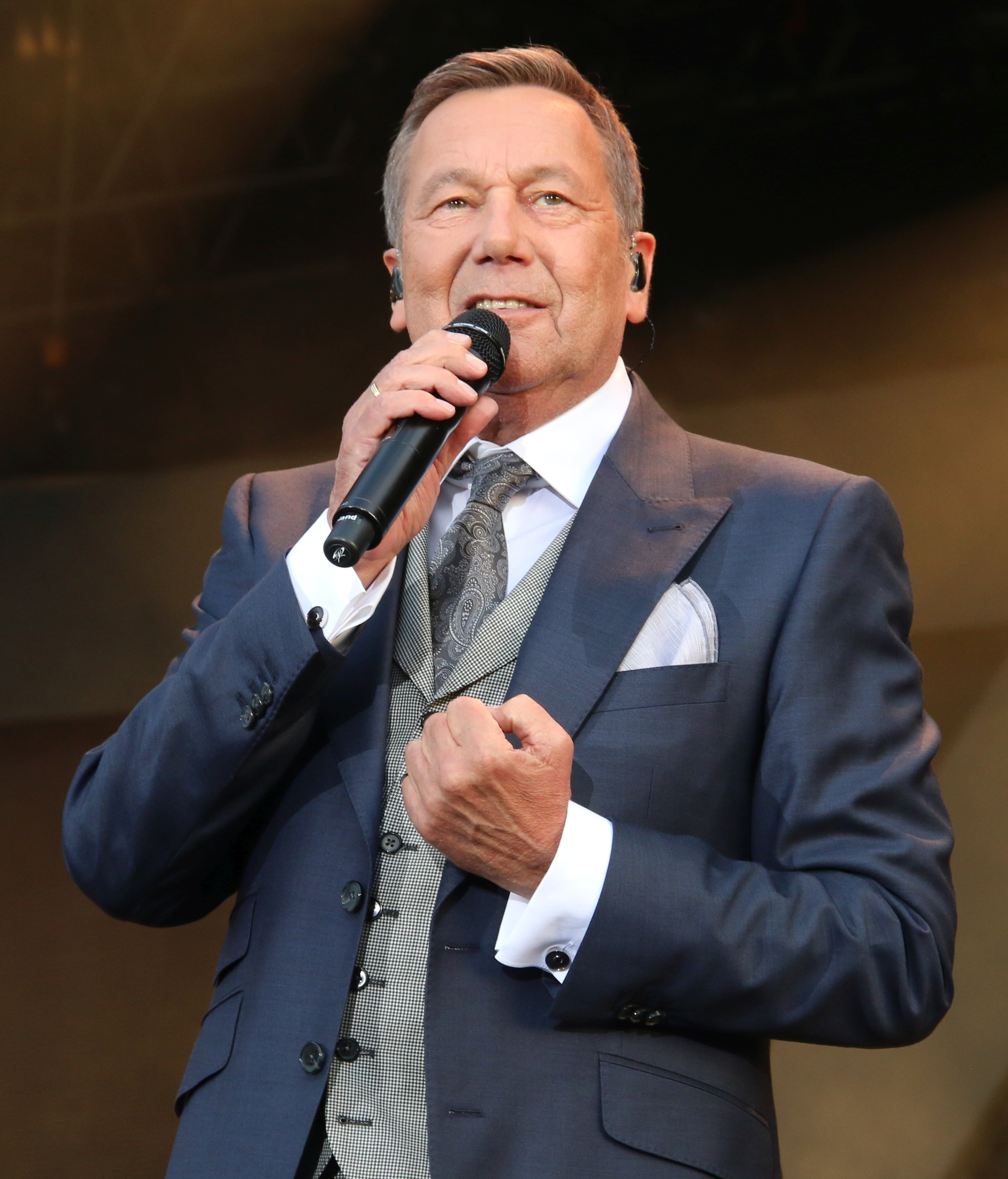
Roland Kaiser (2016)

Der Refrain, der nach den ersten beiden Strophen und dann ein weiteres Mal gesungen wird, besteht aus zwei aufeinanderfolgenden Textblöcken, die jeweils mit den Worten der Titelzeile „Es kann der Frömmste nicht in Frieden leben“ beginnen:

„Es kann der Frömmste nicht in Frieden leben

Wenn ihm die schöne Nachbarin gefällt“

Zum Ende des Refrains spricht er seine „Versuchung“ durch die Frau an, die er als personifizierte „Sünde“ benennt. Dadurch stellt er sie in Kontrast zu seiner vorgegebenen Frömmigkeit:

„Ich bin versucht

Der Versuchung nachzugeben

Wenn nebenan die Sünde wohnt“

Nach dem letzten Refrain nimmt er darauf nochmals Bezug und endet mit: „Doch warum soll ein Mann in Frieden leben, wenn nebenan die Liebe wohnt?“ Der Refrain ist eine Abwandlung einer Zeile aus Friedrich Schillers Wilhelm Tell (IV, 3.). Im Original heißt es „Es kann der Frömmste nicht im Frieden bleiben, wenn es dem bösen Nachbar nicht gefällt.“

## Resonanz

### Charts und Chartplatzierungen
Es kann der Frömmste nicht in Frieden leben stieg erstmals am 26. März 1984 auf Platz 61 in die deutschen Singlecharts ein und hielt sich dort insgesamt 11 Wochen, wobei das Lied am 9. April des Jahres mit Rang 50 für eine Woche seine höchste Notierung verzeichnete. Am 11. Juni 1984 wurde es zum letzten Mal in den Charts auf Platz 75 verzeichnet. In Österreich und der Schweiz konnte sich das Lied dagegen nicht platzieren. Roland Kaiser erreichte als Interpret mit dem Lied zum zwölften Mal die deutschen Singlecharts.
Am 28. April 1984 wurde Es kann der Frömmste nicht in Frieden leben bei der ZDF-Hitparade vorgestellt, in der Folgesendung am 26. Mai 1984 belegte der Titel Platz 2 der durch die Zuschauer gewählten Hitparade.

### Coverversionen
Es kann der Frömmste nicht in Frieden leben wurde nur vereinzelt gecovert, in der Regel auf Samplern mit Partyhits und instrumental. Erste Coverversionen erschienen bereits im selben Jahr von Cliff Carpenter, den Kirmesmusikanten und Franz Lambert. 2019 nahm der italienische Sänger Giovanni Zarrella das Lied unter dem Titel Il più buono auf Italienisch für sein Album La vita è bella auf.

## Belege
1. ↑  
Roland Kaiser – Es kann der Frömmste nicht in Frieden leben bei Discogs; abgerufen am 30. August 2021.
2. ↑  
Roland Kaiser – Ich fühl’ mich wohl in deinem Leben bei Discogs; abgerufen am 30. August 2021.
3. 1 2  
Roland Kaiser – Es kann der Frömmste nicht in Frieden leben, Songtext auf songtexte.com; abgerufen am 30. August 2021.
4. ↑  https://de.wikisource.org/wiki/Seite:De_Schiller_Wilhelm_Tell_192.jpg
5. 1 2  
Roland Kaiser – Es kann der Frömmste nicht in Frieden leben. In: offiziellecharts.de. Abgerufen am 30. August 2021.
6. 1 2  
Roland Kaiser – Es kann der Frömmste nicht in Frieden leben. In: austriancharts.at. Abgerufen am 30. August 2021.
7. 1 2 3  
Roland Kaiser – Es kann der Frömmste nicht in Frieden leben. In: chartsurfer.de. Abgerufen am 30. August 2021.
8. ↑  
Roland Kaiser. In: chartsurfer.de. Abgerufen am 30. August 2021.
9. ↑  
Roland Kaiser – Es kann der Frömmste nicht in Frieden leben, Coverversionen auf cover.info; abgerufen am 30. August 2021.
10. ↑  
Cliff Carpenter & His Orchestra – Kalimba de Luna bei Discogs; abgerufen am 30. August 2021.
11. ↑  
Die Kirmesmusikanten – Super Top-Hits bei Discogs; abgerufen am 30. August 2021.
12. ↑  
Franz Lambert – Let's Have A Party bei Discogs; abgerufen am 30. August 2021.
13. ↑  
Giovanni Zarrella – La vita è bella bei Discogs; abgerufen am 30. August 2021.